# Mae Costello
Mae Costello, nata Mae Altschuk, nota anche con lo pseudonimo di Georgia Maurice (New York, 13 agosto 1882 – Los Angeles, 2 agosto 1929), è stata un'attrice statunitense.

## Biografia
Nata Mae Altschuk a Brooklyn, era figlia di Lewis Altschuk e Catherine Callender. Già da adolescente, cominciò a recitare a teatro, viaggiando per il paese con compagnie di giro. Nel 1902, sposò il noto attore Maurice Costello. La coppia ebbe due figlie, Dolores e Helene che intraprenderanno pure loro la carriera artistica, con buoni risultati anche in ambito cinematografico. Il matrimonio finì nel 1910, anche se i due divorzieranno solo nel 1927.
Mae girò una decina di film, esordendo nel cinema nel 1911 nelle commedie della Vitagraph di John Bunny. Trascurò comunque la sua carriera per allevare le due figlie. È ricordata soprattutto come la matriarca della famiglia Costello che si legò alla dinastia Barrymore attraverso il matrimonio di Dolores con John Barrymore. Queste nozze peraltro furono avversate dalla sua famiglia perché il celebre attore aveva 23 anni più della sposa e sei mesi più della stessa Mae.
L'attrice morì nell'agosto del 1929 di cardiopatia. È sepolta accanto al marito Maurice Costello e alla figlia Dolores Costello Barrymore nel cimitero cattolico Calvary Cemetery di Los Angeles.
Sua discendente diretta è l'attrice Drew Barrymore.

## Filmografia
Filmografia completa. Se il nome del regista è assente, è perché non appare nei titoli 
- Her Crowning Glory, regia di Laurence Trimble (1911)
- Diamond Cut Diamond - con il nome Mrs. Costello (1912)
- The Mills of the Gods, regia di Ralph Ince - con il nome Mrs. Maurice Costello (1912)
- The One Good Turn di William V. Ranous - con il nome Mrs. Costello (1913)
- The Spirit of the Orient, regia di Maurice Costello (1913)
- The Taming of Betty, regia di Maurice Costello(1915)
- When a Woman Loves - con il nome Mrs. Costello (1915)
- Her Right to Live, regia di Paul Scardon - con il nome Mrs. Costello) (1917)
- The Money Mill, regia di John S. Robertson - con il nome Mrs. Costello (1917)